# Нижнесирский сельсовет
Нижнесирский сельсовет — сельское поселение в Таштыпском районе Хакасии.
Административный центр — село Нижние Сиры.

## История
Статус и границы сельского поселения установлены Законом Республики Хакасия от 15 октября 2004 года № 73 «Об утверждении границ муниципальных образований Таштыпского района и наделении их соответственно статусом муниципального района, сельского поселения»

## Население
| 2002 | 2010  | 2012  | 2013 | 2014  | 2015 | 2016 |
| ---- | ----- | ----- | ---- | ----- | ---- | ---- |
| 1001 | ↗1008 | ↗1011 | ↘985 | ↘957  | ↘945 | ↘944 |
| 2017 | 2018  | 2019  | 2020 | 2021  |      |      |
| ↘940 | ↗951  | ↘930  | ↗932 | ↗1004 |      |      |

## Состав сельского поселения
В состав сельского поселения входят 5 населённых пунктов:
| № | Населённый пункт | Тип населённого пункта       | Население |
| - | ---------------- | ---------------------------- | --------- |
| 1 | Большой Бор      | деревня                      | ↘23       |
| 2 | Верхние Сиры     | деревня                      | ↘222      |
| 3 | Верхний Курлугаш | деревня                      | ↗41       |
| 4 | Нижние Сиры      | село, административный центр | ↗412      |
| 5 | Нижний Курлугаш  | деревня                      | ↘310      |

## Местное самоуправление
Администрация
с. Нижние Сиры, Советская,  20
Глава администрации
- Камалов Евгений Васильевич